# Aspilota breviantennata
Aspilota breviantennata är en stekelart som beskrevs av Vladimir Ivanovich Tobias 1962. Aspilota breviantennata ingår i släktet Aspilota och familjen bracksteklar. Inga underarter finns listade.